# Guayabo de Turrialba
Guayabo de Turrialba är en fornlämning i Costa Rica.   Den ligger i provinsen Cartago, i den centrala delen av landet, 50 km öster om huvudstaden San José.
Den tidigaste bosättningen på platsen etablerades troligen vid början av 1000-talet f.Kr. och de flesta fynd dateras till åren 700 till 1300. Den centrala delen av fyndplatsen är 32 hektar stort och enskilda fynd gjordes i ett 747 hektar stort område. Fornminnet består av ett femtiotal huvudkonstruktioner men bland annat 44 kullar, två palats, ett gångstråk som användes för ceremonier samt en sluten fyrkantig konstruktion. Mellan byggnaderna hittades ramper och broar. Antaglig fanns ett pålverk kring den centrala delen.
Den högsta kullen har en höjd av 4,5 meter och en diameter av 28 meter. Vattnet samlades i dammar och fördes till husen med akvedukter. Hällristningar föreställer grov skisserade människor och olika djur som kattdjur och reptiler. Upphittad keramik innehåller biologiska pigment.